# Decachaetophora aeneipes
Decachaetophora aeneipes är en tvåvingeart som först beskrevs av Meijere 1913.  Decachaetophora aeneipes ingår i släktet Decachaetophora och familjen svängflugor. Inga underarter finns listade i Catalogue of Life.